# Pseudoathyreus frontalis
Pseudoathyreus frontalis is een keversoort uit de familie cognackevers (Bolboceratidae). De wetenschappelijke naam van de soort werd in 1845 gepubliceerd door Frederic John Sidney Parry.